# Rio Sport d'Anyama
Il Rio Sport d'Anyama è una squadra di calcio della Costa d'Avorio con sede nella città di Anyama.

## Storia
Lo stadio del club, lo Stade de Rio Sport, può ospitare 3.000 persone.
Presidente del club è Amidou Sylla.